# Spółgłoska języczkowa
Spółgłoska języczkowa lub uwularna – spółgłoska atrykułowana przez uniesienie tylnej części języka tak by zetknął się on z języczkiem. Spółgłoski języczkowe są o wiele rzadsze od miękkopodniebiennych. Akustycznie są podobne, ale charakteryzują się niższą częstotliwością dźwięku.
W języku polskim nie ma spółgłosek języczkowych. W innych językach Europy znane jest w zasadzie tylko [ʁ] lub [ʀ] jako wariant [r]. W Polsce taka wymowa jest uważana tradycyjnie za wadę wymowy (zobacz: reranie)
Spółgłoski języczkowe są częste w językach semickich, kaukaskich, salisz i na-dene.
W IPA istnieją symbole dla następujących głosek uwularnych:
- [q] – np. w języku arabskim w nazwie `Irāq
- [ɢ] – występuje w języku perskim jako nagłosowy alofon fonemu [ɣ] (zapisywanego غ, w transkrypcji łacińskiej gh lub q ), np. w nazwie Kom
- [ɴ] – np. wygłosowe japońskie ん (n)
- [χ] – np. hebrajskie ח w wymowie aszkenazyjskiej
- [ʁ] – np. niemieckie r w wymowie północnych Niemiec
- [ʀ] – „arystokratyczne” lub „paryskie” r